# ジャパンエリアコードTV
ジャパンエリアコードTV株式会社（ジャパンエリアコードティービー、英: JapanAreaCodeTV Co., Ltd.）は、愛知県名古屋市東区に本社を置く企業。電子マネー「楽天Edy」のプロモーション事業などを行う。

## 概要
フリーペーパー「EdyNAVI」の発行やWeb版の「EdyNAVI@web」の運営、Edy加盟店の新規開拓などを行っている。加盟店の新規開拓は楽天Edyを発行する楽天Edy株式会社も行っているが楽天Edy株式会社は大手チェーン中心、ジャパンエリアコードTVは個人商店を中心と住み分けがなされている。
会社設立のきっかけは創業者の小栗徳丸がテレビ愛知企画に勤務していた際にEdyに出会い「これからは電子マネーだ」と惚れ込んだからだという。
なお、楽天Edy専門に事業展開を行っているものの楽天Edy株式会社との資本関係はない。

## 沿革
- 2004年（平成16年）11月25日 - 「有限会社ジャパンエリアコードTVとして設立[4]。
- 2005年（平成17年）3月 - 株式会社に組織変更。「ジャパンエリアコードTV株式会社」となる[4]。
- 2005年（平成17年）3月1日 - EdyNAVIを創刊[4]。
- 2006年（平成18年）8月 - プライバシーマークを取得。
- 2007年（平成19年）5月1日 - EdyNAVI九州版を創刊[4]。これに伴い従来東海地方で発行されているEdyNAVIはEdyNAVI中部版と改称される。
- 2008年（平成20年）9月1日 - EdyNAVI東京版を創刊[4]。
- 2011年（平成23年）3月1日 - EdyNAVI中部版をスマートライフナビ（SMART LIFE NAVI）名古屋版と改称し、創刊。

## 発行紙
- EdyNAVI 東京版（2008年（平成20年）9月1日創刊）
- EdyNAVI 中部版（2005年（平成17年）3月1日創刊） ⇒ 2011年（平成23年）3月「Smart Life NAVI」にリニューアル
- EdyNAVI 九州版（2007年（平成19年）5月1日創刊）

## 事業所
- 本社（愛知県名古屋市東区）
- 東京オフィス（東京都大田区）
- 福岡オフィス（福岡県福岡市中央区）

## 関連会社
- 株式会社WCS[1]
- ヒューマンポイント株式会社[1]

## 主要株主
- テレビ愛知株式会社[1]
- 東海東京インベストメント中部ベンチャー1号投資事業有限責任組合[1]
- Man to Man株式会社[1]